# Шахид Балхи
Шахид Балхи — персидский поэт, теолог, философ и суфи X века. Писал на арабском и персидском языках.

## Биография
Шахид Балхи родился в селе Джахуданад, близ города Балх (современный Афганистан). Он был придворным поэтом при Насре II из рода Саманидов. Также писал сочинения по философии. Шахид Балхи был учеником известного персидского поэта и ученого Рудаки. Он был современником мусульманского ученного Абу Зайд Ахмед ибн Сахл аль-Балхи, с которым у него были связи. Шахид Балхи имел хорошие отношения и переписку с персидским философом Абу́ Бакр Муха́ммад ибн Закария́ ар-Рази́. Скончался Балхи в 936 году.